# Gerard Hogan

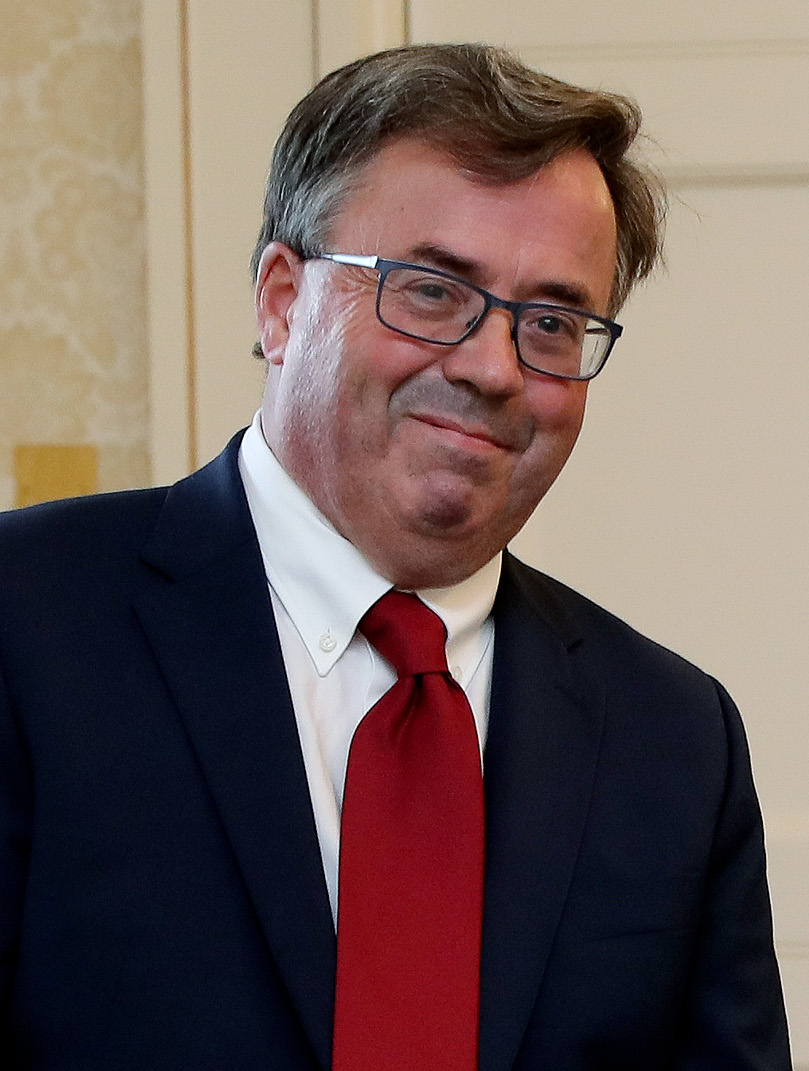
Gerard Hogan

Gerard William Augustine Hogan (* 13. August 1958 in Carrick-on-Suir, County Tipperary) ist ein irischer Richter, Rechtsanwalt und Hochschullehrer, der im Oktober 2021 zum Richter am Supreme Court der Republik Irland berufen wurde. Zuvor arbeitete er von 2018 bis 2021 als Generalanwalt am Europäischen Gerichtshof. Von 2014 bis 2018 war er Richter am neueingerichteten Court of Appeal und von 2010 bis 2014 Richter am High Court. 

## Leben
Gerard Hogan ist der Sohn von Mai und Liam Hogan. Sein Studium der Rechtswissenschaften absolvierte am University College Dublin. Dort erhielt er einen Abschluss im Common Law (1979) und einen LL.M. (1981). Sein erstes Lehrbuch zum irischen Strafvollzugsrecht (Prisoners’ Rights: A Study in Irish Prison Law), veröffentlichte er gemeinsam mit Paul McDermott und Raymond Byrne im Jahre 1981. Hogan erhielt 1982 ein Stipendium für ein weiteres Masterstudium an der Law School der University of Pennsylvania. Im Anschluss daran folgte die Ausbildung am King’s Inns. 1984 wurde er zur Rechtsanwaltschaft als Barrister zugelassen. 1997 wurde er Senior Counsel.
Schwerpunkt seiner Tätigkeit war das Verwaltungs- und Verfassungsrecht. Von 1982 bis 2007 war er Dozent für Rechtswissenschaften am Trinity College Dublin.
1986 unterstützte er die Anti-Apartheid-Bewegung mit zahlreichen anderen Juristinnen und Juristen wie Mary McAleese, Mary Robinson und Bryan MacMahon. Für die Progressive Democrats schrieb er 1988 mit Michael McDowell an dem Entwurf einer neuen Irischen Verfassung.
Neben dem LL.D., der ihm vom University College Dublin verliehen wurde, erhielt er den Ph.D. in Rechtswissenschaften 2001 durch das Trinity College Dublin.
2010 wurde er zum Richter am High Court ernannt. 2014 wechselte er zu dem neu eingerichteten Court of Appeal.
Im Jahre 2018 wurde er zum Generalanwalt am Europäischen Gerichtshof ernannt. Obwohl seine Amtszeit erst 2024 geendet hätte, wurde er im April 2021 als Richter am Supreme Court vorgeschlagen und im Oktober für das Amt ernannt.
Im Mai 2021 wurde er in die Royal Irish Academy aufgenommen.

## Privates
Gerard Hogan ist seit 1995 mit Karen Quirk verheiratet.